# Ивановы-Ивановы
«Ивано́вы-Ивано́вы» — российский комедийный телесериал производства компаний Yellow, Black and White (1—2 сезоны) и Pick Up Film. Транслировался на телеканале СТС с 16 октября 2017 года по 20 февраля 2025 года. 30 декабря 2023 года по мотивам сериала вышел полнометражный фильм «Ивановы-Ивановы. Новогодние каникулы».

## Сюжет
Сериал повествует о двух воронежских семьях разного достатка. На начало сериала состав семей следующий:
- Богатые Ива́новы:
  - Антон — один из самых успешных бизнесменов области. Родился в 1973 году[6]. Сделал своё состояние в 1990-е годы, как и многие, не совсем честным путём. Несколько раз бизнес Антона прогорал (в том числе и из-за его пристрастия к азартным играм), однако он вновь добивался успеха в предпринимательском деле благодаря собственной целеустремлённости, а также материальной помощи тестя. Декларирует своё благородное происхождение;
  - его супруга Полина — светская львица. Родилась в 1976 году[6]. Имеет творческий склад ума, особое внимание уделяет эстетической стороне жизни. В качестве хобби занимается гончарным делом. Спокойна и эмоционально уравновешена в общении с окружающими, в семейных взаимоотношениях предпочитает приходить к компромиссам;
  - их сын Иван — избалованный разгильдяй. Учится плохо, хотя сообразительный. Благодаря своей эмоциональной раскрепощённости и привлекательной внешности пользуется популярностью среди девушек, опытен в общении с ними;
  - домработница Екатерина.
- Бедные Ивано́вы:
  - Алексей — безработный. Родился в 1972 году[6][7]. Авантюрист по своей натуре: он не хочет искать нормальную работу, вместо этого «придумывает различные идеи» и ввязывается в сомнительные дела, желая получить лёгкие деньги. Имеет пристрастие к алкоголю, однако его часто останавливает жена, которую он даже несколько побаивается;
  - его супруга Лидия — швея. Родилась в 1974 году[6]. Трудолюбивая и властная женщина. В отличие от мужа, берётся за любую подработку, однако это, как правило, приносит небольшой доход. Её кормилицей является швейная машинка, на которой Лида может сшить практически всё. Прямолинейна в общении с людьми — как со знакомыми, так и с чужими;
  - их сын Данила — отличник, увлекается программированием и точными науками. Интроверт и педант. Несколько зажат в общении с противоположным полом;
  - живущий вместе с ними Виктор Алексеевич — пенсионер, отец Алексея, дед Данилы. Родился в 1952 году[8]. Как и Алексей, в трудоспособном возрасте на протяжении долгих лет (в частности, с 1973 по 1985 годы) был безработным. И также имеет пристрастие к алкоголю. Вдовец.

### 1 сезон (2017)
Слоган: «Им подложили семью!»
20 августа 2001 года в роддоме принимали роды у однофамилиц Ивановых — Полины и Лидии. Спустя 16 лет обе семьи узнают, что их детей случайно перепутали санитарки роддома. Взрослые решают восстановить историческую справедливость, поменяв детей обратно: теперь Ваня вынужден учиться выживать в доме своих бедных биологических родителей, а Данила — знакомиться с правилами поведения в светском обществе. Однако вскоре дом бедных Ивановых сгорает, и они поселяются под одной крышей с богатыми Ивановыми. Несмотря на то, что совместная жизнь двух семей оказывается непростой, им удаётся приходить к компромиссам. При этом родители сближаются со своими «новыми» сыновьями, а также не забывают о «прежних».
В конце сезона Антон становится банкротом: он проигрывает в карты свой роскошный дом и теряет бизнес (автосалон).

### 2 сезон (2018)
Слоган: «Из князи в грязи»
Ивановы вынужденно переезжают жить в небольшой дачный домик Полины и фактически ведут деревенский образ жизни. Полина больше не хочет иметь ничего общего с Антоном, но тот всё же не оставляет попыток добиться от супруги прощения. Тем временем Данила признаётся в любви Эле, но узнаёт, что Яна уже беременна от него. Вся семья в шоке от этой новости. Однако, прямо во время свадьбы выясняется, что никакой беременности нет — Яна её выдумала, чтобы быть с Данилой. Второй сюрприз семье преподносит Ваня — он начинает встречаться с женщиной, которая старше него на 20 лет (однако эта любовная связь продлится недолго).
Второй сезон заканчивается тем, что Алексею по счастливой случайности удаётся выкупить дом обратно, и теперь он, а не Антон, является его собственником. Полина прощает Антона, а Эля — Данилу.

### 3 сезон (2018)
Слоган: «Твой дом — мой дом!»
Ваня и Данила оканчивают школу и поступают в университет. Тем временем между Алексеем и Антоном разгорается конфликт — каждый из них претендует на роль «хозяина» в доме. Вскоре Антон выкупает у Алексея половину дома, а затем вместе с другом Гамлетом Оганяном возвращает автосалон: Гамлет становится его владельцем, а Антон — управляющим.
Данила предлагает Эле руку и сердце. Ваня предлагает выйти замуж Яне. Яна вынуждена отказаться: из-за проблем с бизнесом её отцу приходится уехать из города, и она уезжает вместе с ним. Дед встречает новую любовь — Зою Мироновну, и вскоре они начинают жить совместно.

### 4 сезон (2019—2020)
Слоган: «Каждый сам за себя»
Полина получает наследство от умершего отца и вкладывает появившиеся деньги в собственное дело — открытие совместного с Лидой бутика. Антон из-за разногласий с Оганяном увольняется из автосалона и вместе с новым бизнес-партнёром решает открыть интернет-магазин. Данила, желая самостоятельно заработать на свадьбу с Элей, устраивается на работу в автосалон Оганяна и вскоре становится его управляющим. Алексей намерен построить особняк для своей семьи на территории того участка, где располагался ранее сгоревший дом; однако из-за непредвиденных финансовых трудностей, втайне от Лиды, он оказался вынужден продать этот участок.
Сезон заканчивается тем, что партнёр Антона по бизнесу забирает все деньги и уезжает. Из-за этого Антону нечем расплачиваться с инвестором. Чтобы помочь Антону, Лида и Полина продают свой бутик. Дед расстаётся с Зоей Мироновной, которая решила переехать к дочери в Москву. Данила и Эля женятся, а Лидия и Алексей готовятся к разводу. Антона забирает прокуратура.

### 5 сезон (2021)
Слоган: «Ивановых много не бывает»
Чтобы вытащить Антона из тюрьмы, семье приходится продать дом. По несчастливой случайности деньги за продажу дома и дача Ивановых сгорают дотла. Антона же всё-таки выпускают из тюрьмы. После этого Ивановы переезжают к нелюдимому брату Антона, Борису, который имеет собственную ферму. У самого Бориса также большие проблемы: местная бизнесвумен Симона пытается отобрать у него землю. Тем временем Алексей не оставляет попыток наладить отношения с Лидой, а у Антона вновь возникают проблемы с прокуратурой, для решения которых он вынужден уехать.
В конце сезона Лида узнаёт, что беременна от Алексея, и они мирятся. Борис делает предложение своей соседке Нине, с которой у него незадолго до этого складываются романтические отношения.

### 6 сезон (2023)
Антон, Полина, Данила и Эля переезжают жить в Италию. Между тем фермерский бизнес Бориса пошёл в гору, он открывает птицеферму, покупает новый дом. В новом доме под одной крышей селятся две семьи Ивановых: одна — это Борис с Ниной и её дочерью Васей; вторая — Алексей, Лида, дед и Ваня. Алексей и Лида ждут ребёнка, а Нина с Борей только работают над этим. Борис нанимает на свою ферму помощницу Анну, которая только кажется добродушной. На самом деле она намерена помочь губернатору и главе района отобрать у Бориса ферму (что, хоть и не сразу, но удаётся сделать). Ваня решает любовные проблемы и прячется от коллекторов, которым он задолжал крупную сумму.
У Лиды и Алексея вскоре рождается сын Павел. Нина узнаёт, что беременна от Бориса. В конце сезона Ивановы возвращают ферму Бориса.

### Ивановы-Ивановы. Новогодние каникулы (2023)
В новогодние каникулы Ивановы решают отдохнуть в Египте. Однако во время полёта возникает непредвиденный инцидент с грабителями, укравшими из музея кольцо Екатерины II. Из-за этого самолёт приходится экстренно посадить в Ереване. Ивановы останавливаются у брата Гамлета — Давида. Но спокойного отдыха им не видать: украденное кольцо случайно оказалось у Ивановых, и теперь за ним охотятся грабители.

### 7 сезон (2024)
Слоган: «Добро пожаловать в семью!»
К Лиде приезжает сестра Мария с мужем Константином, чьи отношения только на первый взгляд кажутся идеальными. Борис разрывается между беременной Ниной и делами фермы, которую он задумал роботизировать. Со вторым Борису помогает Константин, который является инженером по профессии, причём высококвалифицированным. А Ваня и Вася готовятся к свадьбе. Между тем у Вани вновь возникают финансовые проблемы, для решения которых ему приходится устроиться работать на ферму Бориса. В конце сезона у Бориса и Нины рождается сын Павел.

### 8 сезон (2025)
Лида выгоняет из дома Алексея за его поцелуй с Машей, но постепенно Алексей всё же добивается прощения от жены. Ваня и Вася расстаются, виновниками того становятся ассистентка Вани и бывший Васи. На ферме Бориса произведена автоматизация, однако возникает неожиданная угроза: преступники тайно устраивают на ферме хранилище химических отходов. В конце сезона преступников удаётся разоблачить, но земля фермы становится непригодной для сельского хозяйства.

## Производство телесериала

### Идея
Сюжет телесериала схож с американским проектом «Их перепутали в роддоме», хоть и не является его российской адаптацией. Также наблюдается некоторое сходство телесериала с романом Марка Твена «Принц и нищий».

По словам продюсера сериала Виталия Шляппо: 
Идею проекта мы увидели в одной телепрограмме [«Пусть говорят»] много лет назад. Там был сюжет о том, как в роддоме перепутали девочек, о путанице узнали только тогда, когда девочки выросли — и вот две семьи сидели в студии и не знали, как жить дальше. Мы подумали: действительно, а как жить дальше? Так появился проект «Ивановы-Ивановы».
Изначально сериал хотели назвать «Ивано́вы-Ива́новы», но впоследствии отказались от этой идеи. При этом, несмотря на то, что в анонсах сериал называют «Ивано́вы-Ивано́вы», в самом сериале богатую семью называют «Ива́новыми».

### Съёмки и выход в эфир
Сериал снимается преимущественно на реальных объектах, а не в павильонных декорациях. Бо́льшая часть съёмок осуществляется в Подмосковье. Например, дом богатых Ивановых снят в Измайлово, школа — в Ватутинках, дом-ферма Бориса Иванова из 5-го сезона — в Звенигороде, ферма Бориса Иванова с 6-го сезона — на территории подмосковного конно-спортивного клуба. Некоторые сцены сериала сняты в Москве: в частности, Воронежский университет, в котором учились дети Ивановых в 3—5 сезонах, снят в здании МПГУ. В роли рынка, на котором Борис торгует сыром, выступил Коптевский рынок, а выступление Лиды и Алексея снято в парке Серебряный бор. Отдельные виды сняты в Воронеже (например, Адмиралтейская площадь, площадь Ленина, здание управления ЮВЖД).
Съёмки первого сезона телесериала проходили с апреля по июль 2017 года. Онлайн-премьера телесериала состоялась 9 октября 2017 года на «Видеоморе», «Start» и официальном сайте СТС, где были выложены сразу пять первых серий. Телевизионная премьера сериала состоялась 16 октября 2017 года в 20:00 на канале СТС.
Съёмки второго сезона проходили с ноября 2017 по 31 января 2018 года. Премьера сезона состоялась на портале «Start» 19 марта 2018 года, а на телеканале СТС была запланирована на 26 марта 2018 года, но из-за трагедии в Кемерово премьеру второго сезона сериала перенесли на 2 апреля 2018 года в 20:00.
Осенью 2017 года студия Yellow, Black and White заявила, что прекращает сотрудничество с телеканалом СТС, но при этом доснимет для СТС второй сезон телесериала «Ивановы-Ивановы». С третьего сезона сериал производит только компания Pick Up Film.
Третий сезон снимался с июня по сентябрь 2018 года, его премьера состоялась 29 октября 2018 года в 20:00 на канале СТС.
Четвёртый сезон снимали с июня по декабрь 2019 года. При показе на СТС сезон был поделён на две части: премьера первой части (1—14 серии) состоялась 11 ноября 2019 года в 19:00, премьера второй части (15—21 серии) — 3 февраля 2020 года в 19:30.
Пятый сезон снимался с июля по ноябрь 2020 года. Премьера состоялась 25 января 2021 года в 19:00 на канале СТС. С середины пятого сезона в сериале отсутствует персонаж Сергея Бурунова — Антон. По словам режиссёра Сергея Знаменского, «это обусловлено сюжетной линией, и было необходимо для развития истории других персонажей».
Съёмки шестого сезона проходили с июля по ноябрь 2022 года. Премьера состоялась 6 февраля 2023 года в 19:00 на канале СТС. В шестом сезоне, кроме Сергея Бурунова, отсутствовали также Семён Трескунов, Василина Юсковец, а после первой серии — и Александра Флоринская. СТС не давал разъяснений, почему эти актёры не участвуют в съёмочном процессе и вернутся ли они в сериал. Вместе с тем известно, что Семён Трескунов с 2021 года живёт за границей.
В мае 2024 года стартовали съёмки седьмого сезона. Первоначально в нём были запланированы 24 серии, однако при показе на СТС в седьмой сезон были включены только 12 серий. Их премьера состоялась 7 октября 2024 года в 19:00 на СТС. Остальные 12 серий, по состоянию на октябрь 2024 года всё ещё находившиеся в съёмочном процессе, составили восьмой сезон. Его премьера состоялась 17 февраля 2025 года в 19:30 на СТС.
Сюжет сериала после восьмого сезона не закончен, поэтому создателями сериала запланирован девятый сезон. Однако, по данным некоторых источников, было решено прекратить производство сериала. Вместе с тем официального подтверждения о закрытии проекта от СТС не поступало.
В июле 2025 года появилась информация, что планируется снять новый полнометражный фильм по сериалу «Ивановы-Ивановы», чтобы полноценно завершить истории героев. К этому привели «резко возросший интерес зрителей <…> на фоне новостей о его закрытии и стабильно хорошие рейтинги повторов на СТС».

### Полнометражный фильм
В ноябре 2023 года начались съёмки полнометражного фильма «Ивановы-Ивановы. Новогодние каникулы». Они проходили в Москве, Сочи и Ереване. Телевизионная премьера фильма состоялась 30 декабря 2023 года в 21:00 на СТС.

## Актёры и персонажи

### Главные роли
Ивано́вы
| Актёр          | Роль |
| -------------- | --- |
| Михаил Трухин  | Алексей Викторович Иванов биологический отец Ивана и Павла Не имеет основной работы. С 10 по 22 серии — водитель Антона, со 107 по 129 и со 142 серии — работник на ферме Бориса |
| Анна Уколова   | Лидия Семёновна Иванова биологическая мать Ивана и Павла Швея. С 30 по 61 серии — администратор в салоне красоты Миланы Оганян. В 62—82 сериях работала вместе с Полиной в бутике «И & И fashion» |
| Алексей Лукин  | Иван Антонович Иванов школьник (до 41 серии) / студент факультета международных отношений Воронежского государственного университета (с 42 серии). Продавец автомобилей в автосалоне Гамлета Оганяна (73—82 серии). Со 124 серии — маркетолог на ферме Бориса В разное время встречался с Элей, Дианой, Яной, Анастасией, Кристиной и Василисой. Со 139 серии — парень Даши |
| Юрий Ицков     | Виктор Алексеевич Иванов отец Алексея Иванова, вдовец, дед Данилы, Ивана и Павла Пенсионер, с 46 по 61 серии — номинальный директор в супермаркете Гамлета Оганяна, со 121 по 129 серии — работник на ферме Бориса В 1—2 сезонах был влюблён в Екатерину и пытался за ней ухаживать. В 52—81 сериях имел отношения с Зоей Мироновной                                        |
| Анна Невская   | Мария Иванова (7—8 сезоны) старшая сестра Лиды |
| Никита Тарасов | Константин Аркадьевич Иванов (7—8 сезоны) муж Марии, инженер, со 123 серии — заместитель по инновациям на ферме Бориса |

Ива́новы
| Актёр                 | Роль |
| --------------------- | --- |
| Сергей Бурунов        | Антон Павлович Иванов (1—5 сезоны) биологический отец Данилы Бизнесмен. Владелец автосалона (в 1 сезоне). В 21—22 и 60—63 сериях — управляющий автосалоном. В 35—60 сериях — заместитель директора в супермаркете Гамлета Оганяна. В 66—80 сериях — совладелец интернет-магазина «GSAP». С 6 сезона живёт в Италии                   |
| Александра Флоринская | Полина Сергеевна Иванова (1—6 сезоны) биологическая мать Данилы Светская львица и домохозяйка, в 62—82 сериях — владелица бутика «И & И fashion». С 6 сезона живёт в Италии |
| Семён Трескунов       | Даниил Алексеевич Иванов (1—5 сезоны) школьник (до 41 серии) / студент факультета международных отношений Воронежского государственного университета (с 42 серии). В 64—82 сериях — управляющий автосалоном Гамлета Оганяна С 20 по 37 серии — парень Яны; с 41 серии — парень Эли, а с 82 серии — её муж. С 6 сезона живёт в Италии |
| Василина Юсковец      | Ариэль Гамлетовна Оганян (в замужестве Иванова) (Эля) (1—5 сезоны) одноклассница, а затем одногруппница Ивана, Данилы и Яны. С 20 по 29 серии — девушка Ивана; с 41 серии — девушка Данилы, а с 82 серии — его жена. С 6 сезона живёт в Италии                                                                                       |
| Станислав Дужников    | Борис Павлович Иванов (5—8 сезоны, фильм) брат Антона Иванова, фермер, сыровар, с 6 сезона — хозяин фермы и муж Нины, отчим Василисы и отец Павла |
| Светлана Колпакова    | Нина Анатольевна Милованова (затем — Иванова) (5—8 сезоны, фильм) соседка Бориса Иванова, председатель посёлка, цветовод. С 95 серии — возлюбленная Бориса, с 6 сезона — его жена. Мать Василисы и Павла |
| Юлия Сорокина         | Василиса Павловна Милованова (Вася) (5—8 сезоны, фильм) дочь Нины, сестра Павла, со 112 по 135 серии — девушка Ивана |

### Роли второго плана
| Актёр                | Роль |
| -------------------- | --- |
| Елена Муравьёва      | Екатерина (1—4 сезоны) домработница в доме Ива́новых (до 23 серии), во 2 сезоне — сиделка Виктора Алексеевича С 30 серии — домработница в доме Оганянов, с 65 серии — секретарша в автосалоне Гамлета Оганяна                            |
| Грант Тохатян        | Гамлет Давидович Оганян (1—4 сезоны) отец Эли, сосед Ива́новых, друг Антона Владелец супермаркета «ЭКОГРИН», с 60 серии — владелец автосалона. В 83 серии стало известно, что на него завели дело, арестовали счета, и он уехал в Ереван |
| Виктория Маслова     | Милана Владимировна Оганян (1—4 сезоны) мать Эли, жена Гамлета, владелица салона красоты. В 5 сезоне уехала в Ереван вместе с мужем |
| Александр Обласов    | Герасим («Гера») Андреевич Чирков друг Алексея Иванова, в 60—82 сериях — директор автомойки в автосалоне Гамлета |
| Валерий Панков       | Станислав (Стас) друг Алексея и Геры, в 60—82 сериях — работник автомойки в автосалоне Гамлета Оганяна |
| Артём Федотов        | Эдуард (Эдик) (1—7 сезоны) друг Алексея и Геры, в 60—82 сериях — работник автомойки в автосалоне Гамлета Оганяна |
| Кристина Каширина    | Яна Альбертовна Климова (1—3, 5—6 сезоны) одноклассница, а затем одногруппница Ивана, Данилы и Эли. С 20 по 37 серии — девушка Данилы, в 41 и с 49 по 61 серии — девушка Ивана                                                          |
| Сергей Беляев        | Альберт Робертович Климов (1—3 сезоны) отец Яны, вдовец, бизнесмен. Выиграл в карты дом Ива́новых, но в 40 серии Алексей выкупил у него дом обратно                                                                                      |
| Юлия Подозёрова      | Диана Валерьевна Крылова (1—4 сезоны) бывшая девушка Антона Иванова, с 21 по 60 серии — владелица автосалона, с 34 по 40 серии — девушка Ивана                                                                                          |
| Ирина Ракшина        | Зоя Мироновна (3—4 сезоны) возлюбленная Виктора Алексеевича, пенсионерка, с 56 по 61 серии работала в супермаркете Гамлета Оганяна. В 81 серии уехала жить к дочери в Москву                                                            |
| Елизавета Арзамасова | Анастасия Павловна (4—5 сезоны) аспирантка Воронежского государственного университета, преподаватель английского языка. С 70 по 72 и с 80 по 102 серии — девушка Ивана                                                                  |
| Алексей Розин        | Игорь Анатольевич Савицкий (4 сезон) бизнес-тренер, с 66 по 79 серии — партнёр Антона Иванова по бизнесу |
| Андрей Леонов        | Степан Полупанов («Пилюлькин») (5—8 сезоны) ветеринар на ферме Бориса |
| Карина Разумовская   | Симона Альбертовна Фридман (5 сезон) бизнесвумен |
| Ольга Кузьмина       | Анна Сергеевна Лавашкина (6—8 сезоны) управляющая птицефабрикой Бориса Иванова, с 7 сезона — глава района |
| Борис Каморзин       | Лев Константинович Комаров (6 сезон) глава района |
| Иван Алексеев        | Руслан (Рус) (6—8 сезоны) парень Василисы со 104 по 110 серии; возлюбленный Анны со 119 по 127 серии, а также её водитель со 121 по 127 серии                                                                                           |
| Максим Темченко      | «Толстый» (6—8 сезоны) друг Руслана |
| Сергей Васин         | «Ветхий» (6—8 сезоны) друг Руслана |
| Полина Резаева       | Дарья Воробьёва (7—8 сезоны) дизайнер фермы Бориса, коллега Вани, со 139 серии — его девушка |

### В эпизодах
| Актёр                                                | Роль                                                                                                   |
| ---------------------------------------------------- | --- |
| Роман Индык                                          | Роман врач (1, 12, 49, 52 серии)                                                                       |
| Игорь Хрипунов                                       | Сергей судебный пристав (1, 3 сезоны)                                                                  |
| Мария Иващенко                                       | Ксения Викторовна классный руководитель в классе Ивановых (7, 25, 41 серии)                            |
| Екатерина Викулова                                   | Светлана жена Геры (12, 31, 43 серии)                                                                  |
| Андрей Шишков                                        | Петров одноклассник Ивана и Данилы (1—3 сезоны)                                                        |
| Николай Козак                                        | Вадим Михайлович майор полиции (10, 16, 29 серии)                                                      |
| Валентин Самохин                                     | психолог Полины и Антона Ивановых (13, 26, 45, 56 серии)                                               |
| Павел Ремезов                                        | Сергей Кондратьевич Орлов отец Полины Ивановой, гостиничный магнат (28, 29 серии). Умер в 51 серии     |
| Юлия Сулес                                           | Галина работница свадебного салона, подруга Лиды (33, 63, 67 серии)                                    |
| Евгений Романцов                                     | Глеб Петрович Глебов одногруппник Ивана и Данилы (3—4 сезоны)                                          |
| Григорий Фирсов                                      | декан факультета международных отношений (47, 57 серии)                                                |
| Стефани Елизавета Бурмакова                          | Ксения одногруппница Данилы, Вани, Эли и Яны, подруга Эли, влюблена в Данилу (55, 56, 60, 61 серии)    |
| Дмитрий Павленко                                     | Александр Григорьевич декан факультета международных отношений (4 сезон)                               |
| Артём Гайдуков                                       | Кирилл Шмелёв менеджер/старший менеджер автосалона (4 сезон)                                           |
| Виктор Низовой                                       | Василич новый сосед Ивано́вых, которому Алексей продал свой участок (63, 65, 70, 75 серии)              |
| Валерий Афанасьев                                    | Олег Сергеевич Володин прокурор, знакомый Антона Иванова и инвестор его бизнеса (69, 72, 81—83 серии)  |
| Виктория Клинкова                                    | Кристина студентка Воронежского государственного университета, в 74—77 сериях — девушка Вани (4 сезон) |
| Игорь Юртаев                                         | системный администратор интернет-магазина «GSAP» (73, 80 серии)                                        |
| Анна Якунина                                         | Нина дочь Зои Мироновны (75, 76, 81 серии)                                                             |
| Сергей Бадичкин                                      | Илья Евгеньевич чиновник (81, 82 серия)                                                                |
| Надежда Меньшова                                     | чиновница из департамента (93, 103 серии)                                                              |
| Юлия Салмина                                         | Светлана управляющая супермаркета (98, 100 серии)                                                      |
| Алексей Секирин (5 сезон) / Павел Савинков (6 сезон) | Павел Андреевич бывший муж Нины, отец Васи (101, 102, 118, 119 серии)                                  |
| Игорь Филиппов                                       | Виктор Сергеевич Гаврилов губернатор Воронежской области (104, 105, 116, 120 серии)                    |
| Андрей Пынзару                                       | Василий Иванович Жижин коллектор (104, 108, 113, 115 серии)                                            |
| Денис Мелешко                                        | коллектор (104, 108, 113, 115 серии)                                                                   |
| Александр Никольский                                 | Сергеич работник фермы Бориса (6—8 сезоны)                                                             |
| Светлана Листова                                     | Валентина охранница на лесопилке, тётя Даши (107, 117, 136 серии)                                      |
| Павел Кассинский                                     | Игорь Северский муж Валентины, дядя Даши, бывший заключённый (107, 117, 136, 142, 144 серии)           |
| Ашот Кещян                                           | Давид Оганян брат Гамлета Оганяна, винодел (фильм)                                                     |
| Олеся Мацкевич-Грибок                                | Лариса похитительница кольца из музея, напарница Григория (фильм)                                      |
| Андрей Крыжний                                       | Григорий похититель кольца из музея, напарник Ларисы (фильм)                                           |
| Дмитрий Радонов                                      | Евгений Александрович губернатор Воронежской области (122, 134, 140 серии)                             |
| Софья Реснянская                                     | Инга преступница, шантажировавшая Константина (8 сезон)                                                |

### Камео
| Актёр              | Роль                                                                                         |
| ------------------ | -------------------------------------------------------------------------------------------- |
| Александр Половцев | исполнитель роли Олега Соловца в детективном телесериале «Улицы разбитых фонарей» (16 серия) |
| Анна Семенович     | появилась в эротической фантазии Алексея (49 серия), а также на выставке Полины (61 серия)   |
| Елена Летучая      | посетительница бутика Полины и Лиды (74 серия)                                               |

## Обзор сезонов
| Сезон | Серии | Серии | Даты показа     | Даты показа     |
| Сезон | Серии | Серии | Первая серия    | Последняя серия |
| ----- | ----- | ----- | --------------- | --------------- |
| 1     | 20    | 20    | 16 октября 2017 | 16 ноября 2017  |
| 2     | 20    | 20    | 2 апреля 2018   | 26 апреля 2018  |
| 3     | 21    | 21    | 29 октября 2018 | 29 ноября 2018  |
| 4     | 21    | 21    | 11 ноября 2019  | 12 февраля 2020 |
| 5     | 21    | 21    | 25 января 2021  | 25 февраля 2021 |
| 6     | 17    | 17    | 6 февраля 2023  | 2 марта 2023    |
| 7     | 12    | 12    | 7 октября 2024  | 17 октября 2024 |
| 8     | 12    | 12    | 17 февраля 2025 | 20 февраля 2025 |

## Список серий

### Сезон 1
| № серии | Описание серии | Премьера   |
| ------- | --- | ---------- |
| 1       | 20 августа 2001 года в роддоме принимали роды у однофамилиц Ивановых: Полины и Лидии. Их младенцев по ошибке перепутали. Однако о случившемся семьям становится известно лишь 16 лет спустя. | 16.10.2017 |
| 2       | Семьи богатых и бедных Ивановых знакомятся друг с другом. Однако между ними складываются напряжённые отношения. Ваню забирают к себе домой бедные Ивановы, а Данила остаётся у богатых. | 16.10.2017 |
| 3       | Начинается совместное проживание двух семей в доме богатых Ивановых. Антона сожители не устраивают: Дед и Алексей вовсю косячат. Полина и Лида пытаются больше узнать о своих биологических детях, однако выясняют неприятную правду. У Вани и Данилы отношения тоже не складываются. | 17.10.2017 |
| 4       | В гости к богатым Ивановым приходят их соседи Оганяны. Антон и Полина не знают, как объяснить, кто такие бедные Ивановы. Тем временем Дед ворует пельмени в супермаркете, а Данила и Эля снимают экстремальный видеоролик с привязанным к капоту автомобиля Ваней. | 18.10.2017 |
| 5       | Антон и Алексей решают поближе познакомиться с родными сыновьями. Антон пригласил Данилу в свой автосалон, а Лёша и Иван пошли гулять в парк. Однако найти общий язык с детьми оказывается довольно проблематично. | 19.10.2017 |
| 6       | Полина пытается доказать Лиде, что обладает кулинарными способностями. Данила влюбляется в Элю, которой симпатизирует также и Ваня. А Антон неосмотрительно доверяет свой автомобиль Алексею. | 23.10.2017 |
| 7       | Ваня приглашает Алексея в школу, чем вызывает ревность у Антона. А у Полины не складываются отношения с Данилой, и Лида предлагает ей найти общие интересы с сыном. Узнав, что Полина продаёт за большие деньги свои глиняные горшки, Дед решает, что она и Антон — контрабандисты. Это приводит к непредсказуемым последствиям.                                                             | 24.10.2017 |
| 8       | Данила починил ноутбук Антона, и теперь отец просит отремонтировать ещё и телефон Гамлета. Но это оказывается не так просто, как рассчитывал Антон. Полина дарит Лиде дорогое нижнее бельё, при этом не называет его истинную цену. Тем временем Лёша, обнаружив, что с его участка украли туалет, ищет вора; в этом ему помогают Ваня и Дед.                                                | 25.10.2017 |
| 9       | Иван узнал, что Данила ни разу не целовался с девушкой, и решает «сблизить» его с одноклассницей Яной. В это время Полина подкидывает Даниле книгу о сексуальном воспитании, Лёша — презервативы, а Дед — игральные карты с голыми девушками. | 26.10.2017 |
| 10      | Иван и Данила активно используют в своих интересах тот факт, что у них четверо родителей. Взрослые понимают, что необходимо согласовывать методы контроля над детьми, и поэтому определяют ответственного за воспитание подростков. Тем временем Антона лишают водительских прав, и ему приходится взять себе водителем Алексея.                                                             | 30.10.2017 |
| 11      | Антон догадывается, что его автомобиль Алексей использует для подработок на стороне. Лёша заверяет, что начал строительство нового дома в тайне от родных. Антон не верит и предлагает всей семьёй провести субботник, во время которого едва не вскрывается бурное прошлое Полины. | 31.10.2017 |
| 12      | Лёша желает, чтобы Лида выглядела так же красиво, как и Полина. А Антон получил приглашение на приём к губернатору и собирается взять с собой Ивана. Ваня сначала убеждает отца взять вместо себя Данилу, однако когда узнаёт, что Оганян с Элей также идут, хочет сам пойти на приём. Дед пытается доказать, что он ещё в полной силе, и в результате зарабатывает сердечный приступ.       | 01.11.2017 |
| 13      | Антон случайно разбил Даниле нос. После этого Полина начинает считать, что муж слишком агрессивен, и жалуется психологу. Эле нужен партнёр для танцев. Несмотря на то, что Ваня и Данила договорились не претендовать на Элю, каждый из них в тайне друг от друга соглашается стать её партнёром. Тем временем Дед решает перестраховаться и раскладывает по всему дому таблетки для сердца. | 02.11.2017 |
| 14      | Будучи сильно пьяным, Антон дарит Лёше свои часы, разрешает Лиде сделать на участке небольшой огородик, а Деду — развести пчёл. Протрезвев на следующий день, Антон испытывает раздражение от всех этих изменений. Тем временем Данила ради Эли заваливает сочинение в школе. | 07.11.2017 |
| 15      | Полина и Антон устали от своих сожителей и решили солгать им о том, что отправляются на море по купленным заранее билетам, а сами отправляются на дачу. Пока хозяев нет дома, Лёша решает отметить с друзьями свой день рождения на неделю раньше. Ваня и Данила тоже устраивают вечеринку, на которую Эля приходит со своим парнем.                                                         | 08.11.2017 |
| 16      | У Алексея день рождения. В качестве подарка Иван и Данила снимают видеопоздравление от друзей и знакомых Лёши. А Лида, по совету Полины, устраивает для мужа пикантный сюрприз. | 09.11.2017 |
| 17      | Алексею надоели постоянные упрёки Лиды, и он решает уйти из дома. По настоянию Полины, Антон отправляется уговаривать Алексея вернуться домой. Только вместо уговоров Антону приходится отыгрываться в карты за Лёшу. Между тем Лида находит мужчину для Кати. | 13.11.2017 |
| 18      | Близится годовщина свадьбы Лёши и Лиды. Лёше срочно понадобились деньги на кольца, которые он не купил 17 лет назад. А Полина советует Лиде начать вести собственный бизнес, для чего уговаривает Антона помочь финансово. Тем временем Яна приходит в танцевальный кружок, чтобы сблизиться с Данилой.                                                                                      | 14.11.2017 |
| 19      | Алексей узнал, что Антон проиграл в карты дом. Антон просит одолжить денег у Дианы — бывшей возлюбленной. Полина недовольна своей домработницей Катей и хочет её уволить. А Данила конфликтует с одноклассником Петровым, который вызывает его на драку. | 15.11.2017 |
| 20      | Для решения финансовых проблем Лёша рекомендует Антону организовать аукцион с особыми правилами. У детей подготовка к выступлению по случаю дня рождения школы. Мамы решают помочь сыновьям в борьбе за Элю. Тем временем Дед приглашает Катю на свидание, но перебарщивает с алкоголем и таблетками.                                                                                        | 16.11.2017 |

### Сезон 2
| № серии | Описание серии | Премьера   |
| ------- | --- | ---------- |
| 1 (21)  | Антон и Алексей продолжают скрывать финансовые проблемы от семьи. Дед после операции вынужден соблюдать ряд ограничений, его сиделкой становится Катя. Тем временем Данила с Яной и Ваня с Элей идут в боулинг. | 02.04.2018 |
| 2 (22)  | Используя тот факт, что Данила и Яна встречаются, Антон и Лёша пробуют сдружиться с Альбертом. Лида подозревает, что у Алексея есть любовница. Дед натыкается на заблокированный эротический канал. А Яна сделала татуировку с именем Данилы. | 02.04.2018 |
| 3 (23)  | Антон солгал семье, что в проигрыше бизнеса виновен Лёша. После этого Лида выгнала своего мужа из дома. Теперь перед Антоном стоит непростая задача вернуть Алексея домой. Между тем в целях экономии Ивановы решают уволить Катю, переложив часть её работы на детей. | 03.04.2018 |
| 4 (24)  | Так как Ивановы оказались вынуждены уволить Катю, Полине приходится самой вести домашнее хозяйство и экономить. Антон решает арендовать новое жильё, для чего нужны деньги, и поэтому он устраивает аукцион по продаже своего внедорожника. | 03.04.2018 |
| 5 (25)  | Антон придумывает очередную схему, чтобы выкрутиться из своего тяжёлого финансового положения: он решает продать свой дом по реальной цене, а для Альберта указать заниженную цену особняка и отдать ему таким образом лишь часть суммы. По плану на вырученные деньги можно будет купить более «скромный» дом. Тем временем Ваня и Данила отправляются на выездную экскурсию с классом, где они активизируют свою борьбу за Элю. | 04.04.2018 |
| 6 (26)  | Ивановы начинают жить в условиях бедности на даче. Данила хочет выкинуть из головы Элю и сосредоточиться на отношениях с Яной. Полина пытается вычеркнуть из своей жизни Антона. Остальные же члены семьи, наоборот, навещают Антона, параллельно решая свои вопросы в богатом доме. | 04.04.2018 |
| 7 (27)  | Полина и Иван не могут привыкнуть к трудностям деревенской жизни. Антон хочет нормализовать отношения с семьёй, предлагая им помощь и комфорт обустроенного трейлера. Данила замечает, что Ваня без спроса берёт деньги из семейного бюджета, и придумывает способ его проучить. А Дед ради Кати совершает физический подвиг. | 05.04.2018 |
| 8 (28)  | К Ивановым в гости приезжает отец Полины. Семья решает скрыть всё то, что произошло за последнее время. Для этого Полина уговаривает Альберта предоставить в распоряжение на сутки их бывший дом. | 05.04.2018 |
| 9 (29)  | Решив помириться с семьёй, отец Полины приезжает к Ивановым на дачу. Антон пытается продать рысь. Данила и Эля признаются друг другу в любви, и теперь им предстоит обо всём рассказать Яне и Ване. | 09.04.2018 |
| 10 (30) | У Данилы трудный выбор: либо жить с нелюбимой беременной Яной, либо встречаться с любимой Элей. Лишившись финансовой возможности посещать салон красоты, Полина начинает переживать по поводу своей внешности. Лёша организовывает похоронное агентство. А Лида находит работу. | 10.04.2018 |
| 11 (31) | Вся семья в шоке от новости, что Яна беременна от Данилы. Одни считают, что Даниле необходимо жениться, другие против свадьбы. Сам же Данила отправляется к отцу Яны для серьёзного разговора. А Дед узнаёт, почему ему симпатизирует Катя. | 11.04.2018 |
| 12 (32) | Яне кажется, что она чужая в новой семье. Данила пытается сделать всё, чтобы она так не думала. Антон находит свои старые армейские письма и решает использовать их для примирения с Полиной. А Лида с Лёшей снимают нервное напряжение оригинальным способом. | 12.04.2018 |
| 13 (33) | Яна с Данилой собираются подавать заявление в ЗАГС. Хлопоты по подготовке к будущей свадьбе берёт на себя Лида. Иван пытается помирить Антона и Полину, однако ещё больше осложняет взаимоотношения между родителями. А Лёше с Дедом удаётся проникнуть в особняк Ивановых. | 16.04.2018 |
| 14 (34) | По настоянию Полины Яна садится на диету для беременных. У Антона в трейлере завелись насекомые, с которыми он пытается бороться своими силами. Данила увлёкся экономикой и испытывает экономические схемы на отношениях Лиды и Лёши. Эля убедила Гамлета посмотреть «Во все тяжкие», и теперь он думает, что Антон варит метамфетамин. Ваня и Яна узнают тайны друг друга.                                                       | 17.04.2018 |
| 15 (35) | Лида упрекает Лёшу за его безделье, и у того возникает интересная бизнес-идея с картошкой, которая приводит к дополнительным проблемам. Антон начинает работать в магазине Оганяна. Полине приходится выполнять увеличившиеся в объёме домашние обязанности. А Лида усилиями Миланы становится настоящей красоткой. Ваня хвастается перед одноклассниками, что встречается со взрослой женщиной.                                  | 18.04.2018 |
| 16 (36) | Данила и Яна после свадьбы хотели бы жить отдельно от семьи. Лида настаивает, чтобы Лёша устроился на работу, иначе нечем будет оплачивать жильё для молодожёнов. Полину продолжает раздражать постоянное присутствие Антона, и она решает увезти его трейлер подальше от дачи. Яна пытается влюбить в себя Данилу. | 19.04.2018 |
| 17 (37) | Ивановы готовятся к свадьбе Данилы и Яны. Однако ни Данила, ни Яна не уверены, что хотят жениться. Полина предлагает Альберту прийти на свадьбу, а тот начинает ухаживать за Полиной. Ваня обижается на Диану. | 23.04.2018 |
| 18 (38) | Родители шокированы тем, что Ваня встречается с Дианой. Чтобы прекратить их отношения, Полина и Антон используют различные методы. Лёша потратил деньги, предназначавшиеся для покупки дров, и теперь пытается раздобыть их бесплатно. | 24.04.2018 |
| 19 (39) | Антону до сих пор не удалось добиться от Полины прощения. Чтобы развеяться, он идёт в клуб, где знакомится с девушкой. Лида и Катя решают закодировать Алексея и Деда, однако реализовать это оказывается непросто. А Иван знакомит Данилу с подругой Дианы. | 25.04.2018 |
| 20 (40) | Близится Новый год. Лёша возвращается к своей старой бизнес-идее: он покупает новогодние фейерверки на деньги Антона. Альберт намерен «стереть» из жизни Полины Антона. Данила настойчиво пытается добиться прощения у Эли. А Дед намекает Кате, что ей не плохо было бы похудеть. | 26.04.2018 |

### Сезон 3
| № серии | Описание серии | Премьера   |
| ------- | --- | ---------- |
| 1 (41)  | У Данилы и Ивана выпускной. Все Ивановы идут на праздник, но Ване из-за недавнего проступка запрещают на нём появляться. Данилу не устраивает слишком откровенный наряд Эли. У Антона и Лиды возникает конфликт с директрисой. А Дед решает подзаработать на выпускниках.                                          | 29.10.2018 |
| 2 (42)  | Данила и Иван решают вопрос с поступлением в университет. Данила собирается учиться в московском вузе, а на оплату жилья для него Лёше приходится искать деньги. Ване же с поступлением пытается помочь Полина. | 29.10.2018 |
| 3 (43)  | В доме Ивановых поселяется друг Лёши Гера, которого выгнала из дома жена. Гера нечаянно ранит рысь. Антон устраивает «пышные похороны» рыси ради «соревнования в богатстве» с Оганяном. Ваня пробует новые способы соблазнения девчонок, а Дед находит новое применение квадрокоптеру.                             | 30.10.2018 |
| 4 (44)  | Антона раздражает тот факт, что Алексей открыл шиномонтаж прямо на территории особняка. Полина переживает по поводу того, что Антон стал уделять ей мало внимания. Дед вынужден отлучиться в больницу, а следить за своими пчёлами он оставляет Данилу и Ивана.                                                    | 31.10.2018 |
| 5 (45)  | У Данилы и Ивана день рождения. А это значит, что уже прошёл год, с тех пор как две семьи Ивановых узнали о случившемся в роддоме. Ивановы решают пофантазировать на тему того, что было бы, если бы мальчиков не перепутали.                                                                                      | 01.11.2018 |
| 6 (46)  | На университетском Дне первокурсника Данила ревнует Элю, а Ваня пытается стать первым мачо. Лида встречается с одногруппницами. Гамлет, ради повышения рентабельности бизнеса, назначает Деда директором своего магазина.                                                                                          | 06.11.2018 |
| 7 (47)  | Алексей в тайне от Лиды покупает себе дорогой внедорожник на деньги, вырученные от продажи части дома Антону. У Полины появляются подозрения, что Антон вновь увлёкся азартными играми. А Даниле никак не удаётся реабилитироваться перед одногруппниками за сорванную вечеринку.                                  | 06.11.2018 |
| 8 (48)  | Полина создала гончарный шедевр, который будет представлен на выставке современного искусства. Дед подговаривает друга Лёши — Геру — заняться попрошайничеством. Желая жить самостоятельно, Ваня переселяется в студенческое общежитие. А Лида решает освежить свои навыки вождения автомобиля.                    | 07.11.2018 |
| 9 (49)  | Ваня осознаёт, что он по-прежнему влюблён в Яну, и пытается заново начать с ней отношения. Лида вспоминает свою первую любовь. Гамлет, узнавший о поступке Данилы, вымещает всё зло на Антоне. А Дед ради халявы пробует использовать новые технологии.                                                            | 08.11.2018 |
| 10 (50) | Антон отказывается оплачивать учёбу Вани, и тот вынужден устроиться на работу в супермаркет. У Эли день рождения, на который Гамлет запрещает приходить Даниле. Тем временем Полина и Лида находят невесту для Деда.                                                                                               | 12.11.2018 |
| 11 (51) | Лида узнаёт о том, что Лёша в тайне от неё продал Антону половину дома. И это приводит к ссоре между Ивановыми. Данила готовится к тому, чтобы впервые заняться любовью с Элей, а Яна пытается убедиться в верности Вани. Тем временем Полина узнаёт, что её отец умер.                                            | 13.11.2018 |
| 12 (52) | Лида всячески поддерживает Полину, пребывающую в состоянии траура по поводу смерти отца. Антон простудился на похоронах, и Лёша предлагает ему лечение народными методами. А Дед ищет женщину, в которую влюбился с первого взгляда, но не успел познакомиться.                                                    | 14.11.2018 |
| 13 (53) | Алексей, Ваня и Данила принимают участие в турнире по футболу. Лида пробует добиться повышения зарплаты в салоне Миланы. Дед озадачен выбором подарка на день рождения Зое. | 15.11.2018 |
| 14 (54) | Иван участвует в конкурсе «Мистер универ». Алексей учит Полину разрабатывать бизнес-идеи. Милана хочет стать первой покупательницей новой модели iPhone. В этом ей помогает Дед: он занимает очередь и сидит в ней несколько суток.                                                                                | 19.11.2018 |
| 15 (55) | Гамлет пытается уговорить Милану завести второго ребёнка. Дед подозревает, что про его махинации в супермаркете узнал Оганян. Чтобы его задобрить, Дед приглашает всех на природу. В лесу у Алексея возникает новая бизнес-идея. А Ваня для знакомства с девушками начинает посещать университетский бассейн.      | 20.11.2018 |
| 16 (56) | Ивановы начинают замечать, что Полина злоупотребляет алкоголем. Эля бо́льшую часть времени проводит со своей подругой Ксюшей, что не нравится Даниле. Дед встречает свою прошлую любовь Катю и пытается перед ней покрасоваться.                                                                                    | 21.11.2018 |
| 17 (57) | Милана снимает клип на свою песню в доме Ивановых. Ване необходимо сделать ремонт закреплённой за ним комнаты в студенческом общежитии. А Антон с Дедом хотят избавиться от своих лысин путём трансплантации волос.                                                                                                | 22.11.2018 |
| 18 (58) | Алексей хочет отправиться на рыбалку с друзьями, но вынужден проводить время на отдыхе с Лидой. Полина приглашает в гости представителей творческой интеллигенции. А Зоя даёт Деду задание — перекопать огород, однако тот решает привлечь к этой работе Данилу и Ивана.                                           | 26.11.2018 |
| 19 (59) | Оганян даёт Антону задание: провести сокращение штата сотрудников супермаркета. Лёша затевает продажу дедовской медовухи. У Деда умирает товарищ, который должен ему денег. А Ваня пытается организовать в университете вечеринку, альтернативную вечеринке Глеба.                                                 | 27.11.2018 |
| 20 (60) | Диана решила продать автосалон, некогда принадлежавший Антону. Тот же хочет его выкупить обратно, и с этой целью обращается за финансовой помощью к Гамлету. Тем временем Лёша с Дедом устраивают распродажу старых вещей Антона. А Данила и Эля проходят обряд помолвки на студенческой вечеринке «Бал вампиров». | 28.11.2018 |
| 21 (61) | Полина устраивает персональную выставку своих гончарных работ, на которой оказывается Анна Семенович. Лёша задумывается о вечном. Дед помогает Зое, у которой заболел кот. Данила узнаёт, что в него влюблена ещё одна девушка. А Ваня решается сделать предложение Яне.                                           | 29.11.2018 |

### Сезон 4
| № серии | Описание серии | Премьера   |
| ------- | --- | ---------- |
| 1 (62)  | Даниле и Ивану исполняется 18 лет, и они совершают первые по-настоящему взрослые поступки. Антон с Оганяном спорят, кто из них главнее в их совместном автосалоне. Лёша сильно переоценивает возможности своей машины. Деду, благодаря Зое, грозит ухудшение жилищных условий. Полина и Лида решают открыть бутик. | 11.11.2019 |
| 2 (63)  | Лёша всерьёз намерен начать восстановление старого сгоревшего дома, однако у него возникает конфликт с соседом. Данила решает самостоятельно заработать на свадьбу с Элей. Ваня предпринимает первую попытку приударить за новой аспиранткой в университете. Полина с Лидой подбирают помещение для своего нового бутика, а разногласия Антона и Оганяна на счёт автосалона достигают максимума.                                   | 11.11.2019 |
| 3 (64)  | Алексей с друзьями делают ремонт в помещении, купленном Полиной и Лидой для своего бутика. Данила доказывает свою компетентность на работе в автосалоне и получает повышение. А Ваня пробует привлечь внимание любимой аспирантки с помощью фактов из её прошлого. | 12.11.2019 |
| 4 (65)  | Попытка Лёши уменьшить счета за электроэнергию народными способами обернулась тем, что техника в доме вышла из строя. Ваня продолжает формировать свой положительный образ в глазах аспирантки, для чего использует Антона. Эле не нравится, что Данила стал почти всё время тратить на работу. | 13.11.2019 |
| 5 (66)  | Родителей Ивана и Данилы вызывают в университет, и делегатами от семьи становятся Алексей с Антоном. Лида оформляет интерьер бутика на свой вкус, что приводит к конфликту с Полиной. Ваня взялся помочь аспирантке сделать презентацию и заодно решил воспользоваться ситуацией, чтобы признаться ей в любви. | 14.11.2019 |
| 6 (67)  | Антон начинает бизнес с новым деловым партнёром, первой его задачей становится разработка логотипа их новой фирмы. Полина с Лидой создают оригинальное платье для бутика. Данила пытается повысить дисциплину среди своих подчинённых, однако по стечению обстоятельств он сам вынужденно нарушает установленное правило. Дед придумывает ухищрения, чтобы повысить себе пенсию, а Алексей конкурирует с собственным сыном Иваном. | 18.11.2019 |
| 7 (68)  | Антон недоволен тем, что Данила бо́льшую часть времени проводит у Оганянов. Сам же Данила пытается стать настоящим армянином, чтобы получить благословение от дедушки Эли на свадьбу. Полина и Лида спорят о том, какого фасона должны быть платья в их бутике. Дед, Лёша и Ваня делают ставки на тотализаторе, ориентируясь на предсказания знакомой ясновидящей.                                                                  | 19.11.2019 |
| 8 (69)  | Антон не может найти инвестора для своей интернет-платформы, и Алексей «помогает» ему в этом вопросе. Полина сомневается, что авторские платья Лиды станут востребованными. Чтобы развеять сомнения, Лида идёт на хитрость. Данила увлекается азартными играми, а Ваня случайно оказывается наедине со смартфоном аспирантки. | 20.11.2019 |
| 9 (70)  | Антон, Полина и Лида вызываются помочь Лёше со стройкой дома, и он оказывается на грани разоблачения, так как земельный участок, где должен строиться новый дом, Алексеем был продан втайне от семьи. Дом Ивановых тем временем остаётся свободен, и этим решают воспользоваться Иван, Данила и Дед, причём у каждого из них свои планы.                                                                                           | 21.11.2019 |
| 10 (71) | Полина не поддерживает Антона в споре с его деловым партнёром, что провоцирует скандал между супругами. Дед с Лёшей решают заработать на старинном рецепте. Эля сомневается в верности Данилы, а любовные отношения Вани и аспирантки бурно развиваются. | 25.11.2019 |
| 11 (72) | Алексей завёл енота, но тот сбежал и теперь расхаживает по дому. Из-за того что интернет-платформу не удаётся запустить в срок, Антону приходится задабривать инвестора. Данила с Элей выбирают свой первый семейный автомобиль. Возлюбленная Вани вынужденно увольняется из университета. | 26.11.2019 |
| 12 (73) | Лёша, не отпросившись у Лиды, отправляется с друзьями на сплав по реке на плоту. Полина просит Антона помочь с продвижением бутика в Интернете, но тот отказывает. Данила, несмотря на возражения Эли, покупает себе электрокар. А Ваня устраивается на работу к брату в автосалон, где знакомится с новой девушкой — Кристиной.                                                                                                   | 27.11.2019 |
| 13 (74) | Эля заводит маленькую собачку и оставляет её под присмотром Данилы, у которого параллельно на работе ответственное мероприятие. Алексей решает открыть контактный зоопарк и набирает для него животных. А бутик Полины и Лиды посещает Елена Летучая. | 28.11.2019 |
| 14 (75) | В автосалоне Оганяна падают продажи, и он обращается за помощью к Антону, который не упускает возможности поглумиться над старым другом. Ваня обещает своей новой подруге купить платье, но не знает, где взять деньги. Дед помогает Зое наладить отношения с дочерью, с которой они не виделись уже несколько лет. Лёшу замучила совесть, и он решает выкупить обратно земельный участок для строительства дома.                  | 28.11.2019 |
| 15 (76) | Съёмочная группа с федерального телеканала снимает сюжет про бутик Полины и Лиды. Алексей пытается использовать телевизионный эфир в своих корыстных целях. Чтобы произвести впечатление на Кристину, Ване приходится буквально «угнать» машину из автосалона Оганяна. А у Деда возникает конфликт с дочерью Зои. | 03.02.2020 |
| 16 (77) | Полина и Лида со своей коллекцией одежды принимают участие в ежегодном показе мод. Однако в жюри конкурса оказывается Диана, которая намерена отомстить Ивановым. Антон с Ваней решают её «нейтрализовать». Даня забывает про билет для Эли, а оплошность Лёши и Деда ставит под угрозу участие Ивановых в конкурсе. | 04.02.2020 |
| 17 (78) | Антон, Оганян, а также Полина с Лидой номинированы на премию «Предприниматель года». Алексей придумал новую бизнес-идею, для её реализации он ищет инвестора среди предпринимателей. А Ваня сбегает с исправительных работ, чтобы вернуть Кристину. | 05.02.2020 |
| 18 (79) | Из-за конфликта с Полиной Лида решает переехать обратно в старый дом. Эта новость шокирует Лёшу, так как переезжать давно некуда. Полина просыпается в доме бизнес-партнёра Антона — Игоря, к которому в гости неожиданно решает зайти сам Антон. Данилу в университете не допускают к зачёту, и ему на помощь приходит Иван со своим планом.                                                                                      | 06.02.2020 |
| 19 (80) | Аспирантка возвращается на работу в университет, и Ваня пытается возобновить их отношения. Лиде становится известно, что Алексей продал участок, где находился их старый дом. Полина вымаливает прощение у Антона, а тот узнаёт о ещё одном «сюрпризе» от бизнес-партнёра. | 10.02.2020 |
| 20 (81) | У Антона нет денег, чтобы вернуть прокурору долг, поэтому прокурор предлагает ему другой вариант как можно с ним рассчитаться. Даня случайно увидел Элю в свадебном платье до свадьбы — это приводит к всеобщей панике. Отношения Лёши и Лиды оказываются на краю пропасти. А Деду предстоит сделать нелёгкий выбор — дочь Зои предлагает им обоим переехать жить к ней в Москву.                                                  | 11.02.2020 |
| 21 (82) | Наступает день свадьбы Дани и Эли, который не обходится без приключений. У жениха откалывается зуб, а также он узнаёт о том, что Лида и Алексей собираются разводиться. Оганян в привычной манере провоцирует Антона «помериться подарками», но у того есть проблемы посерьёзнее. Полина и Лида, продав свой бутик, помогают Антону рассчитаться с прокурором. Однако прокурор намерен арестовать Антона.                          | 12.02.2020 |

### Сезон 5
| № серии  | Описание серии | Премьера   |
| -------- | --- | ---------- |
| 1 (83)   | Ивановы предпринимают действия, чтобы достать 30 миллионов рублей для освобождения Антона из-под стражи. В итоге они продают дом и переезжают на дачу, которая по неосторожности сгорает дотла. | 25.01.2021 |
| 2 (84)   | Антона выпустили из-под стражи. Ивановы вынуждены переехать к родному брату Антона, Борису, у которого имеется своя ферма. У того с Антоном с детства плохие отношения. Борис не рад переезду брата и его семьи. | 25.01.2021 |
| 3 (85)   | Антон нашёл инвестора для фермы, чтобы помочь брату с долгами. Алексей и Виктор Алексеевич отрабатывают в огороде после того, как без спроса взяли припасы Бориса из погреба. Данила, долго искав зачётную книжку, опаздывает на автобус в институт и знакомится с Васей. В город возвращается Яна. | 26.01.2021 |
| 4 (86)   | Алексей и Борис пытаются наладить продажу сыра на рынке. Ваня приводит на ферму иностранцев, обучающихся в его институте, чтобы заработать на подарок ко дню рождения Насти. Эля отлынивает от домашней работы. | 27.01.2021 |
| 5 (87)   | К Борису снова приезжает Симона. С Лидой знакомится местный ветеринар, и Алексей ревнует бывшую жену. Данила решает подработать компьютерным мастером. Антон принимает решение, которое вроде бы помогает справиться с Симоной, но вскоре она заявляет Антону, что ему придётся встретиться с прокуратурой. Антон прощается с семьёй и уезжает. | 28.01.2021 |
| 6 (88)   | Полина переживает за Антона. Лида и Эля обеспокоены её состоянием. Борис недоволен тем, что его сожители тратят много электроэнергии, и Даниле приходит в голову идея использовать навоз как источник электроэнергии. Но для реализации этой идеи Ване придётся научиться доить корову. | 01.02.2021 |
| 7 (89)   | Травма ноги не позволяет Борису управляться со своим хозяйством, поэтому он поручает выполнение всех дел Ивановым. Алексею он поручает ремонт крыши бани, откуда тот вновь видит ветеринара рядом с Лидой; Даниле, Ване и Эле — сбор ягод, на который приезжает Яна, и Ваня боится поддаться соблазну; а Деду — отнести корзину овощей, что обернётся для него настоящим пиратским приключением не на трезвую голову.                                                | 02.02.2021 |
| 8 (90)   | К Борису на осмотр участка приезжает человек из комиссии конкурса «Фермер года», и для окончательного принятия заявки на участие ему нужно рекомендательное письмо от председателя посёлка. Данила находит фотографию своего прадеда-сыровара с рецептом сыра на обратной стороне и тоже хочет научиться этому искусству, а Вася решает ему в этом помочь. Тем временем Алексей снова пытается заслужить прощение Лиды, реконструировав их первую годовщину свадьбы. | 03.02.2021 |
| 9 (91)   | Ивановы отправляются на городскую ярмарку. Степан приглашает Лиду на музыкальное выступление, и Алексей пытается этому помешать. Данила продолжает практиковать искусство сыроварения, но из-за этого Борису достаётся не лучшее место для торговли на ярмарке. Данила, Ваня и Эля решают эту проблему. | 04.02.2021 |
| 10 (92)  | Алексей просыпается на утро после весёлой гулянки: в чужой постели и с чёткой уверенностью — ночь он провёл не один. Лида тоже пытается выяснить, с кем она провела ночь, и приходит к самому страшному для себя выводу. Борис, сам того не желая, постоянно вспоминает Нину и пытается от этого избавиться. Ваня и Данила пробуют помирить своих девушек общей бедой, но всё, как обычно, выходит из-под контроля.                                                  | 08.02.2021 |
| 11 (93)  | Борис пытается получить грант для фермы, в чём ему помогает Полина. Алексей решает воспользоваться тем, что Бориса весь день не будет дома, и зовёт на ферму друзей. Устав от жизни в большой семье, Эля предлагает Даниле снять отдельное жильё. | 09.02.2021 |
| 12 (94)  | Борис пытается признаться Нине в любви, выполняя работы на её участке. Лида тоже приходит к Нине, но за любовным советом, а Алексей за этим наблюдает. Данила запускает свой стартап по продаже фермерской продукции, а Вася ему помогает в этом, что категорически не устраивает Элю. | 10.02.2021 |
| 13 (95)  | Борис и Нина начинают встречаться, но они не знают, как рассказать об этом Васе. Дед и Ваня отправляются на страусиную ферму, чтобы своровать яйцо. Алексей и Степан продолжают бороться за Лиду. | 11.02.2021 |
| 14 (96)  | Чтобы вытащить Алексея из запоя, Дед собирает всех его друзей на экстремальную рыбалку без алкоголя. Чтобы не есть отвратительную стряпню Нины, Борису приходится соврать, что он на диете. Впоследствии Нина сама садится на диету. Насте предлагают уехать на стажировку в Лондон, что сильно расстраивает Ваню. | 15.02.2021 |
| 15 (97)  | Грядут выборы председателя посёлка, что очень беспокоит Нину. Дед представляется Степану отцом Лиды, родительское благословение которого ещё надо заслужить. Данила разыскивает Элю. | 16.02.2021 |
| 16 (98)  | Чтобы заключить контракт на поставку сыра в магазин, Борису и Полине приходится прикинуться семейной парой. Алексей тем временем хочет доказать Лиде, что ещё востребован среди женского пола, и для этого он идёт на шантаж. Ваня всё никак не может решить, с кем ему лучше: с Настей, которая отказалась от стажировки в Лондоне ради него, или с Яной, с которой он недавно провёл ночь.                                                                         | 17.02.2021 |
| 17 (99)  | Борис берётся за воспитание Васи. Из-за того, что Эля случайно проливает кофе на ноутбук Данилы, он упрекает супругу за беспечность, и ей приходится устроиться на работу. У Лиды перепады в настроении, и в качестве психотерапии она вместе с Полиной идёт стрелять по банкам из ружья, где они нарываются на полицию. Лида узнаёт о своей беременности. | 18.02.2021 |
| 18 (100) | Конкурент Бориса предлагает Алексею выкрасть рецепт сыра за крупную сумму. Лида случайно рассказывает о своей беременности Полине, к которой приезжает Симона, чтобы попытаться найти документы на землю. Тем временем Ваня пытается расстаться с Настей, к которой, неожиданно для него, приехали её родители. | 19.02.2021 |
| 19 (101) | К Нине приезжает её бывший муж и отец Васи — Павел. Борис намерен вывести блудного отца на чистую воду из-за его криминального прошлого. Лида пытается рассказать Степану о своей беременности, а Данила подозревает начальника Эли в том, что он хочет увести его жену. | 24.02.2021 |
| 20 (102) | Борис и Павел начинают собирать подписи за отмену постройки СПА-комплекса в посёлке. Ваня всё никак не может определиться с выбором девушки. Лида узнаёт, что ребёнок от Алексея, который тем временем собрался уехать на Камчатку. | 24.02.2021 |
| 21 (103) | Семья Ивановых начинает собирать вещи для переезда. Но Полина решает признать документы Симоны недействительными путём получения семейного гранта, для этого Борис и Лида идут в ЗАГС. Церемонию прерывает Алексей, с которым Лида и делает роспись. Борис мирится с Ниной и делает ей предложение. Данила мирится с Элей, а также возвращает ферму с помощью компромата в виде видеозаписи.                                                                         | 25.02.2021 |

### Сезон 6
| № серии  | Описание серии | Премьера   |
| -------- | --- | ---------- |
| 1 (104)  | Антон, Полина, Данила и Эля переехали в Италию. Между тем фермерский бизнес Бориса пошёл в гору, он открывает птицеферму, покупает новый дом, в котором также селятся его возлюбленная Нина с дочерью и Алексей с Лидой и Дедом. Ваня живёт в Москве, но вскоре неожиданно приезжает к своим биологическим родителям. Вася узнаёт тайну Вани: его ищут коллекторы.                                                                                                  | 06.02.2023 |
| 2 (105)  | По нелепому стечению обстоятельств Алексей под видом Бориса получает премию «Бизнесмен года». Нина узнаёт, что у них с Борисом не может быть детей. Василиса тайком от матери встречается с парнем, однако её секрет может выдать Ваня. | 06.02.2023 |
| 3 (106)  | После выходки Алексея на церемонии премии «Бизнесмен года» губернатор начинает строить преграды бизнесу Ивановых. Счета фермы заблокированы, а продукцию отказались закупать магазины. Лида даёт народные советы Нине, как забеременеть. У Вани происходит конфликт с Русом, парнем Васи. | 07.02.2023 |
| 4 (107)  | По просьбе Лиды Борис находит для Алексея работу на ферме. Алексей становится помощником ветеринара, однако сразу устраивает беспорядок на ферме: спаивает быка и ветеринара. Коллекторы по-прежнему ищут Ваню. Тот просит Руса разобраться с ними, однако взамен Ваня должен помочь Русу украсть провода на лесопилке. | 08.02.2023 |
| 5 (108)  | Управляющая фермой Анна хочет подставить Бориса. Для этого она убеждает Алексея использовать запрещённые стимуляторы роста кур, после чего вызывает проверку на ферму. Лида хочет назвать будущего сына Пашей, но Борис неожиданно выступает против. Коллекторы пристально следят за домом Вани: ситуация становится крайне опасной. На помощь Ване приходит Вася.                                                                                                  | 09.02.2023 |
| 6 (109)  | Чтобы вернуть долг, Ваня и Вася пытаются организовать бизнес на лечебной грязи. Врач предлагает Борису и Нине способ завести ребёнка, для которого им нужно выбрать донора семени. Однако Нина с этим не согласна. Алексей и Дед отправляются в магазин за квадроциклом для Бори, но пропивают часть из выданных им денег. | 13.02.2023 |
| 7 (110)  | Ваня и Вася находят инвестора для своего бизнеса — им оказывается Яна, бывшая девушка Вани. Однако, по мнению Васи, с этим инвестором может быть не всё гладко. Алексей с друзьями отправляются на рыбалку, где натыкаются на Рыбнадзор. Анна придумывает новую идею, как разрушить бизнес Бориса: для этого она организует интервью с ним. | 13.02.2023 |
| 8 (111)  | Алексей придумывает план, как стать заместителем Бориса на ферме. Для этого он вызывает на ферму ненастоящих пожарных. Идея Вани о бизнесе с лечебной грязью наталкивается на новые препятствия. Боря и Нина приглашают в гости соседей, чтобы отвлечься от своей проблемы. | 14.02.2023 |
| 9 (112)  | Нина уговаривает Бориса отправиться в поездку в Индию. Борис решает оформить на Анну доверенность на ферму. Однако все планы рушат Алексей и Дед с их «гениальной» идеей развития фермерского бизнеса. Ваня собирается снова уехать в Москву, чтобы скрыться от коллекторов. Вася готова ехать с ним. | 15.02.2023 |
| 10 (113) | У Вани и Васи новый форс-мажор: вместе с ними в Москву собралась ехать Нина, поссорившаяся с Борей и ничего не знающая о коллекторах. Тем временем Алексей сообщает Борису, что Анна хочет отобрать у него ферму. Борис этому не верит, и тогда Алексей и Дед пытаются раздобыть компромат на Анну. | 16.02.2023 |
| 11 (114) | Анна и глава района придумывают новый способ, как отнять ферму у Бориса: для этого нужно поймать Бориса на взятке и посадить в тюрьму. Вася так и не сказала Русу, что бросила его и теперь встречается с Ваней. Ваня решает сам рассказать об этом Русу. Алексей пытается расколоть Степана, поскольку считает его предателем, и просит помощи у Лиды. Лида рожает.                                                                                                | 20.02.2023 |
| 12 (115) | Алексей и Лида получают предложение, от которого им трудно отказаться. Соседка по палате просит Лиду отдать на время ей новорождённого ребёнка за большое вознаграждение. Вася с Ваней собираются уезжать в Москву, но им мешает Нина и коллекторы, которые заставляют Ваню развести Бориса на деньги. | 21.02.2023 |
| 13 (116) | Вся семья Ивановых узнаёт про любовные отношения Ивана и Василисы. Борис и Нина от этого не в восторге. Борис предлагает Ване работу на ферме, но тот проваливает первое же задание, правда, не по своей вине. Алексей и Дед пропили деньги, которые предназначались для покупки ванночки. Теперь им нужно в короткий срок найти деньги, чтобы скрыть от Лиды этот факт. А Анне наконец удаётся выполнить свою скверную миссию: ферма Борису больше не принадлежит. | 22.02.2023 |
| 14 (117) | Борис узнаёт, что именно Анна с главой района подставили его и украли ферму. Он пытается организовать забастовку работников, чтобы надавить на Анну. Лёха, лишившись работы на ферме, с помощью Деда пытается получить страховку. Лида пытается вылечить Нину, а Вася с Ваней спасают Руса от тюрьмы. | 27.02.2023 |
| 15 (118) | Ваня находит в ванной тест на беременность Нины и думает, что Вася от него беременна. Анна пытается избавиться от Бориса и подключает к этому банк, в котором Борис брал ипотеку. Чтобы её погасить, Боря доверяет Лёхе и Деду машину на продажу. Тем временем Нина, чтобы вернуть ферму, связывается со своим бывшим мужем и придумывает план, согласно которому Борису и Нине нужно развестись.                                                                   | 28.02.2023 |
| 16 (119) | Ваня и Вася узнают, что Анна сидит в приложении для знакомств, и просят Руса помочь им, чтобы узнать пароль от сейфа с документами. Лёха и Дед пересекаются с коллекторами, которые вот-вот отнимут дом, и придумывают план по их устранению. Боря пытается найти сбежавшую из дома Нину и узнаёт о её беременности. | 01.03.2023 |
| 17 (120) | Ивановых всё же выселяют из дома, а губернатор и глава района решают построить на месте фермы мусорный полигон. Ивановы идут на радикальную борьбу с произволом. Ваня и Вася пытаются выкрасть документы на ферму. Дед предлагает ветеринару способ, как подставить губернатора. Алексею и Борису удаётся собрать компромат на губернатора и главу района. А Анна меняет мнение о Борисе и помогает ему вернуть ферму.                                              | 02.03.2023 |

### Сезон 7
| № серии  | Описание серии | Премьера   |
| -------- | --- | ---------- |
| 1 (121)  | Борис устанавливает систему «умный дом» и уезжает с Ниной в санаторий. К Лиде приезжают её сестра Мария с мужем Константином. Ваня и Вася снимают тревел-блог. | 07.10.2024 |
| 2 (122)  | Играть роль владельцев фермы Лёше и Лиде удаётся плохо, Маша и Костя замечают странности в их поведении. | 07.10.2024 |
| 3 (123)  | На ферме пропал высоковольтный кабель, подозрение падает на Алексея и Деда. Лида и Маша спорят, чей муж более внимательный. А Ване после увольнения не хватает денег, чтобы платить по кредиту, и он обращается за помощью к Русу.                                                                    | 08.10.2024 |
| 4 (124)  | Костя устанавливает жёсткий режим трудовой дисциплины для работников фермы, с чем не согласны Лёша и Дед. Борис предлагает Ване помощь в погашении кредита, но за это Ваня должен устроиться работать на ферму. А Маша делится с Лидой и Ниной советами, как наладить идеальные отношения с мужчиной. | 08.10.2024 |
| 5 (125)  | Костя раздаёт персональные трекеры работникам фермы, чтобы их лучше контролировать. Ваня предлагает Васе не спешить со свадьбой, ведь ему нужно уладить проблему с кредитом. А Маша срывается на окружающих из-за выходки мужа.                                                                       | 09.10.2024 |
| 6 (126)  | Борис пробует получить деньги для роботизации фермы через господдержку. Ваня пытается добиться у Васи прощения за своё враньё. А Маше захотелось романтики в отношениях с Костей. | 09.10.2024 |
| 7 (127)  | Нина просит Бориса, чтобы он принял участие в партнёрских родах. Маша хочет добиться мужского внимания от Лёши, он же избегает этого. А Вася решает свести Дашу с Русом, с чем Ваня категорически не согласен.                                                                                        | 10.10.2024 |
| 8 (128)  | Чтобы запустить роботизированный коровник, Косте необходимо привезти одну важную деталь из города. Лёша и Дед пытаются помешать этому. Лида ревнует Лёшу к Маше и устанавливает за ней слежку. А Ваня пытается помочь Даше с проживанием.                                                             | 10.10.2024 |
| 9 (129)  | Алексей узнаёт, что у Кости нет российского гражданства, и подсылает к нему липовых сотрудников ФМС. Вася предлагает концепцию рекламы фермы, которая не устраивает Ваню и Дашу. | 14.10.2024 |
| 10 (130) | Борис проводит экскурсию по ферме для школьников. Ваня расстроен, что у него ничего не получается в карьере. Борис уволил Алексея с фермы, но устроил его домработником. | 15.10.2024 |
| 11 (131) | Учитывая историю семьи Ивановых, Борис боится, как бы его ребёнка не перепутали в роддоме. Ваня вступился за Дашу, но получил фингал под глазом, и теперь не знает, как это объяснить Васе. Костя пытается выяснить, кто вывел из строя робота на ферме.                                              | 16.10.2024 |
| 12 (132) | Роботизация фермы грозит увольнением работников. Алексей и Дед пытаются не допустить этого. А Ваня боится, что о его поцелуе с Дашей узнает Вася. | 17.10.2024 |

### Сезон 8
| № серии  | Описание серии | Премьера   |
| -------- | --- | ---------- |
| 1 (133)  | Лида узнаёт о поцелуе Лёши с сестрой и выгоняет его из дома. Но для семьи Лида придумывает версию их ссоры, сообщая, что Алексей играет на деньги. Вася утром просыпается в одной постели с Русом.                                                                    | 17.02.2025 |
| 2 (134)  | Алексей выводит из строя бытовые вещи в доме, чтобы Лиде пришлось обратиться к нему за помощью. Борис боится брать ребёнка на руки. А Ваня чувствует себя не комфортно на работе: ему постоянно кажется, что Даша его соблазняет.                                     | 17.02.2025 |
| 3 (135)  | Лёша придумывает новый план, как помириться с Лидой, используя для этого их ребёнка. Лида хочет помочь Маше найти свой путь в жизни и ведёт её к гадалке. Вася намерена рассказать Ване об измене.                                                                    | 17.02.2025 |
| 4 (136)  | Гера советует Алексею рискованный способ, как помириться с Лидой. Ваня просыпается в доме Даши. Борис просит Костю съездить на сельскохозяйственную конференцию, но у того на ферме срочное и секретное дело.                                                         | 18.02.2025 |
| 5 (137)  | Так как Алексей травмировал ногу, Лида разрешает ему некоторое время пожить дома. Нина и Борис пытаются помирить Васю и Ваню. А Маша решает открыть кабинет психотерапии.                                                                                             | 18.02.2025 |
| 6 (138)  | Чтобы заслужить прощение, Лёша совершает подвиг для Лиды — устраивается на работу. Ваня и Даша представляют маркетинговый проект, но Борис его не утверждает. | 18.02.2025 |
| 7 (139)  | Лёша и Лида помирились, но пока не сообщили об этом никому, что повлекло за собой непредсказуемые последствия. Алексей со Стасом крадут у Кости мицелий, а вместе с ним и опасное химическое вещество. Ваня помогает Даше подготовиться к сдаче экзамена по вождению. | 19.02.2025 |
| 8 (140)  | Губернатор собирается посетить роботизированную ферму Бориса. Однако возникает проблема: Костя исчез, а роботы на ферме отключены. Вася не может прийти в себя после расставания с Ваней и связывается с дурной компанией.                                            | 19.02.2025 |
| 9 (141)  | Лёша и Дед втягивают Лиду в своё расследование. Ваня по-своему пытается разнообразить отношения с Дашей. Нина и Борис садятся на диету. | 19.02.2025 |
| 10 (142) | Домой прислали букет без адресата. Каждая из женщин, проживающих здесь, думает, что букет предназначен именно ей. Лида знакомится с новой девушкой Вани — Дашей. А Алексей вновь работает на ферме Бориса.                                                            | 20.02.2025 |
| 11 (143) | Лёша и ветеринар пытаются разоблачить преступление, связанное с химическими отходами. Для этого они устраивают на ферме «День открытых зверей». Маша подозревает, что Костя ей изменяет.                                                                              | 20.02.2025 |
| 12 (144) | Бориса сажают в тюрьму. Костя и Лёша объединяют усилия и придумывают план, как вызволить Борю. Ваня, Вася и Даша тоже пытаются помочь, но сами оказываются под стражей.                                                                                               | 20.02.2025 |

## Саундтрек
| Тина Кузнецова                                | Ваня                                                                                          |
| Алла Пугачёва                                 | Лестница; Этот мир придуман не нами; А знаешь, всё ещё будет                                  |
| Михаил Боярский                               | Листья жгут; Всё пройдёт                                                                      |
| Эдуард Хиль                                   | Человек из дома вышел; Я очень рад, ведь я наконец возвращаюсь домой; Что такое счастье; Зима |
| Александр Зацепин                             | Кончилось лето; музыка из кинофильма «Бриллиантовая рука»                                     |
| ВИА «Песняры»                                 | Косил Ясь конюшину                                                                            |
| Леприконсы                                    | Хали-гали                                                                                     |
| Мария Чайковская                              | В комнате цветных пелерин                                                                     |
| Глюк’oZa                                      | Невеста; Свадьба                                                                              |
| Сектор Газа                                   | Пора домой                                                                                    |
| Надежда Кадышева и ансамбль «Золотое кольцо»  | Давай, дружок, на посошок; Течёт ручей; Я не колдунья                                         |
| Трофим                                        | Снегири; Город Сочи                                                                           |
| Ноль                                          | Песня о настоящем индейце                                                                     |
| Lisle Moore                                   | Are You Decent                                                                                |
| Ehren Ebbage и Hannah Lynn Miller             | Keep It Coming                                                                                |
| Steve Martin & Henrik Wikstrom                | Welcome Home                                                                                  |
| Guy Jeffrey Barker & Kurt Elling              | Lucky World                                                                                   |
| Brice Davoli                                  | Guilty Curiosity                                                                              |
| Ryan Hanifl, Gregory Camp                     | Soul Survivor                                                                                 |
| Rhett Nelson                                  | Rampage                                                                                       |
| ВИА «Красные маки»                            | Всё, что было                                                                                 |
| ВИА «Голубые гитары»                          | Ветер северный                                                                                |
| Нэнси                                         | Дым сигарет с ментолом                                                                        |
| Шура Кузнецова                                | Не тонуть, а плыть                                                                            |
| Бутырка                                       | Не трогай осень                                                                               |
| Полиграф ШарикOFF                             | Харизма                                                                                       |
| Майя Кристалинская                            | А снег идёт                                                                                   |
| Jennifer Left                                 | I Heard You Laugh                                                                             |
| Игорь Иванов                                  | Из вагантов                                                                                   |
| Gazirovka                                     | Black                                                                                         |
| Мот                                           | День и ночь                                                                                   |
| Александр Барыкин                             | Букет                                                                                         |
| Клава Кока                                    | Мурашки                                                                                       |
| Tom Odell                                     | Another Love                                                                                  |
| Геннадий Гладков                              | Музыка из кинофильма «Джентльмены удачи»                                                      |
| Yung Drug                                     | First Place                                                                                   |
| Maruv                                         | Siren Song                                                                                    |
| Манижа                                        | I Am Who I Am                                                                                 |
| Sample Magic, David Felton, Jevgenijs Semelis | Let it Rock                                                                                   |
| Steven A. Young, David Felton, Sample Magic   | Do You Like It                                                                                |
| Niletto                                       | Любимка                                                                                       |
| Александр Ревва                               | Зацепила                                                                                      |
| Мария Кодряну                                 | День на двоих                                                                                 |
| Эдита Пьеха                                   | Наш сосед                                                                                     |
| Людмила Зыкина                                | Течёт река Волга                                                                              |
| ВИА «Самоцветы»                               | У нас, молодых                                                                                |

Также в 10-й и 30-й сериях звучит песня «Ты сказала нет», ранее созданная авторами Yellow, Black and White для телесериала «Кухня» (песню исполнял Дмитрий Назаров в 93 серии «Кухни»).
Некоторые музыкальные композиции в сериале исполняют сами актёры:
- Анна Уколова — «По бугоркам»[54] (народная музыка) — 14, 56, 58, 91, 121 серии
- Алексей Лукин и Семён Трескунов — «Песенка Мамонтёнка»[54] (авторы Владимир Шаинский и Дина Непомнящая) — 20 серия
- Алексей Лукин — «Рэп Ивана Иванова» (написан авторами сериала «Ивановы-Ивановы») — 41 серия[55]

## Рейтинг сериала в России
Сериал успешно стартовал в эфире телеканала СТС. По данным компании «Mediascope», доля российских зрителей, посмотревших первые две серии, составила 16,8 % в аудитории «10—45». В Москве этот показатель за две первых серии составил 18,7 %. В дальнейшем сериал продолжил показывать высокие рейтинги, оставив позади комедию канала ТНТ «Физрук».
Средняя доля второго сезона по аудитории «Россия. Зрители 10—45» составила 15,3 %.
Первый и второй сезоны в слоте 20:30-21:00 заняли первое место по аудитории «10—45», опередив все остальные передачи, выходившие в этом же слоте на других российских телеканалах.
Четвёртый, пятый и шестой сезоны телесериала в слоте 19:30-20:00 также заняли первое место по аудитории «Россия. Зрители 10—45», опередив все остальные передачи, выходившие в этом же слоте на других российских телеканалах.

## Мнения о сериале
Сериал получил положительные отзывы критиков:
- Евгений Ухов, обозреватель Film.ru:

По-эстээсовски задорно, весело, перспективно. <…> Главный секрет и удача сериала — актёрский состав, феноменально точно вписанный в придуманные образы.
- Игорь Карев, «Газета.Ru»:

«Ивановы-Ивановы» в итоге сведены к столкновению двух образов жизни, которые в достатке встречаются в современной России. <…> …типажи получились узнаваемыми — особенно в случае с главами семейств, характерные черты которых оказались весьма яркими и выпуклыми.
- Максим Марков, «Ридус»:

Богатством сериала становятся пусть шаржированные, но легко узнаваемые персонажи, анекдотичные, но вместе с тем типичные ситуации. В связи с чем за успех тут отвечает не один артист-лидер, а вся команда — и в первую очередь верхушка актёрского ансамбля: Михаил Трухин, Анна Уколова и Юрий Ицков, Сергей Бурунов и Александра Флоринская, Семён Трескунов и Алексей Лукин.

## Премии
- Анна Уколова получила премию ТЭФИ-2018 в номинации «Лучшая актриса телевизионного фильма/сериала» за роль Лиды Ивановой[1][66]. О своей роли в телесериале Анна Уколова отмечает следующее:

Я не подстраивалась под свою героиню, а подогнала её под себя… <…> я вспомнила своё детство и немного интонации «поддала», делая настоящую жительницу Самарской области. Интонационно взяла кое-что у наших соседей. Когда я слышу эту мелодику, я кайфую. Брала фразы из личного опыта, например, я часто говорила «ты чё поддуриваешь-то?» — так говорила моя бабушка, которая жила под Жигулёвском.
- В 2023 году телесериал получил премию ТЭФИ в номинации «Лучший комедийный сериал»[69].

## Съёмочная группа
| Генеральные продюсеры: - Эдуард Илоян (1—2 сезоны) - Виталий Шляппо (1—2 сезоны) - Алексей Троцюк (1—2 сезоны) - Денис Жалинский (1—2 сезоны) - Дарья Легони-Фиалко (1—2 сезоны) - Екатерина Андриенко (Ласкари) (1—3 сезоны) - Вячеслав Муругов (2—5 сезоны) - Антон Федотов (3—8 сезоны, фильм) - Максим Рыбаков (5—8 сезоны, фильм) Продюсеры: - Антон Федотов (1—2 сезоны) - Евгений Юранов (1—8 сезоны, фильм) - Михаил Ткаченко (1—2 сезоны) - Татьяна Сарычева (4—8 сезоны, фильм) - Владимир Неклюдов (5 сезон, фильм) - Игорь Тудвасев (5—8 сезоны, фильм) - Павел Данилов (5—8 сезоны, фильм) - Димитрий Ян (5—8 сезоны, фильм) - Георгий Подорожников (6—8 сезоны, фильм) - Теймур Джафаров (фильм) Исполнительные продюсеры: - Татьяна Сарычева (1—3 сезоны) - Павел Сарычев (1 сезон) - Георгий Подорожников (3—5 сезоны) - Олег Бабицкий (6 сезон) - Дмитрий Зайцев (фильм) - Рустам Юсипов (7—8 сезоны) Режиссёры-постановщики: - Антон Федотов (1—2 сезоны, фильм) - Андрей Элинсон (3 сезон) - Фёдор Стуков (4 сезон) - Сергей Знаменский (5—6 сезоны, фильм) - Михаил Соловьёв (7—8 сезоны) Режиссёры второй группы: - Андрей Элинсон (2 сезон) - Алёна Корчагина (3, 5—6 сезоны) - Михаил Поляков (4 сезон) - Алексей Ильин (7—8 сезоны) Операторы-постановщики: - Карен Манасерян (1—2 сезоны) - Артём Анисимов (3 сезон) - Григорий Володин (4 сезон, фильм) - Дмитрий Шабалдин (5 сезон) - Роман Гурочкин (6 сезон) - Сергей Ряполов (6—8 сезоны) Операторы-постановщики второй группы: - Фёдор Стручев (2 сезон) - Дмитрий Шабалдин (3—4 сезоны) - Андрей Соломонов (5—6 сезоны) - Сергей Баскоев (7 сезон) - Станислав Лебедев (7 сезон) - Иван Пономарёв (8 сезон) Музыкальные продюсеры: - Игорь Попцов (1—5 сезоны) - Мария Зинченко (6—8 сезоны, фильм) Композиторы: - Иван Канаев - Денис Воронцов - Алексей Артишевский | Креативные продюсеры: - Алексей Михнович (1—3 сезоны) - Алексей Татаренко (1—3 сезоны) - Никита Герфанов (3—4 сезоны) - Юрий Овчинников (3—4 сезоны) - Мехрали Пашаев (4—5 сезоны) - Андрей Кошкин (4—5 сезоны) - Алексей Лебедев (6—8 сезоны, фильм) - Станислав Тляшев (6—8 сезоны, фильм) - Артём Милованов (6—8 сезоны, фильм) - Вячеслав Неронский (7—8 сезоны) Руководители авторских групп: - Виталий Шляппо (1 сезон) - Мехрали Пашаев (5 сезон) Сценарий: - Алексей Михнович (1—3 сезоны) - Алексей Татаренко (1—3 сезоны) - Вадим Голомако (1—3 сезоны) - Александр Гаврильчик (1—3 сезоны) - Андрей Канойко (1—3 сезоны) - Андрей Дерьков (1—3 сезоны) - Юлия Грицкевич (1—3 сезоны) - Иван Грицкевич (1—3 сезоны) - Александр Трофимов (1—2 сезоны) - Сергей Сазонов (1—2 сезоны) - Василий Земзюлин (2—3 сезоны) - Василий Смолин (2—3 сезоны) - Сергей Лебедев (2—3 сезоны) - Павел Брусочкин (3 сезон) - Никита Герфанов (3—4 сезоны) - Сергей Фирсов (3—4 сезоны) - Евгений Юранов (3, 6 сезоны, фильм) - Александр Назаров (3—4 сезоны) - Олег Смагин (3 сезон) - Денис Косяков (4 сезон) - Вадим Островский (4 сезон) - Евгений Русак (4 сезон) - Дмитрий Матросов (4 сезон) - Кирилл Соловьёв (4 сезон) - Дмитрий Литвиненко (4 сезон) - Анна Симикина (4 сезон) - Алексей Лебедев (4, 6—8 сезоны, фильм) - Семён Лобанов (4 сезон, участие) - Мехрали Пашаев (4—5 сезоны) - Андрей Кошкин (4—5 сезоны) - Сергей Кондрашин (4—5 сезоны) - Михаил Степанов (4—5 сезоны) - Кирилл Легай (4—5 сезоны) - Ксения Штерн (4—5 сезоны) - Иван Проскурин (5 сезон) - Станислав Тляшев (6—8 сезоны, фильм) - Данил Троценко (6 сезон) - Артём Милованов (6—8 сезоны, фильм) - Вячеслав Неронский (7—8 сезоны) |

## Факты
- Фамильный герб Ива́новых похож на эмблему футбольного клуба «Манчестер Юнайтед»[72].
- Актёр Грант Тохатян, исполнивший в телесериале роль Гамлета Оганяна, ранее сыграл в ситкоме «Последний из Магикян» (также СТС) главного персонажа Карена Магикяна. Характерные черты образа Гамлета Оганяна в значительной степени были заимствованы у Карена Магикяна[73].
- Также ещё некоторые роли в телесериале «Ивановы-Ивановы» исполнили актёры, ранее сыгравшие в других ситкомах СТС: Елизавета Арзамасова и Андрей Леонов («Папины дочки»), Станислав Дужников («Воронины»), Светлана Колпакова («Мамочки»), Ольга Кузьмина и Никита Тарасов («Кухня»), Анна Невская («Кто в доме хозяин?», «Гости из прошлого»).
- Роль Дианы сначала играла Наталья Юнникова, бывшая супруга режиссёра Антона Федотова, но 26 сентября 2017 года она скончалась от потери сознания и длительной комы, вызванных падением в доме. В итоге сцены с покойной актрисой пришлось переснять[74]. Вместо неё сыграла актриса Юлия Подозёрова.
- В 37 серии Алексей, герой Михаила Трухина, напевает: «Поторопись! у нас сейчас котлетки! — С макарошками? — Нет, с пюрешкой!..» Это отсылка к диалогу из телесериала «Улицы разбитых фонарей», где также играл Михаил Трухин, и к сделанному на эти слова ремиксу Enjoykin’а.
- С главными героями телесериала «Ивановы-Ивановы» в 2019 году было снято пять рекламных роликов MasterCard, основанных на следующих мини-сюжетах: «Медитация», «Сборы в дорогу», «VK», «Кольцо», «Ожидание»[75].
- В роли бывшего мужа Нины и отца Васи Павла Андреевича играли Алексей Секирин (5 сезон) и Павел Савинков (6 сезон), которые ранее снимались в телесериале «Счастливы вместе», в роли мужей Лены Степановой/Полено.
- В 7 серии 7 сезона персонаж Юлии Сорокиной в шутку называет героя Ольги Кузьминой Чебурашкой. Вероятно, это является отсылкой на то, что Ольга озвучивала Чебурашку в одноимённом фильме.

## Адаптации телесериала в других странах мира
- В июне 2019 года украинский телеканал «1+1» начал съёмки адаптации российского ситкома «Ивановы-Ивановы». Украинская версия сериала получила название «Сидоре́нки-Сидо́ренки[укр.]»[76]. Премьера первого 40-серийного сезона состоялась 28 октября 2019 года. Проект получил успешные рейтинги[77], что позволило продлить его на второй сезон (его премьера состоялась в 2020 году), а затем и на третий сезон (премьера в 2024 году)[78][79].
- В декабре 2019 года стало известно, что польская компания Tako Media приобрела права на адаптацию российского сериала «Ивановы-Ивановы»[80]. Премьера польской версии сериала под названием «Ковальские против Ковальских[пол.]» состоялась 6 марта 2021 года на телеканале Polsat[81]. Телесериал получил высокие рейтинги[82], и он был продлён на второй сезон. После начала российско-украинской войны российская лицензия была отозвана и производство шоу прекратилось[83]. Последняя серия вышла 28 мая 2022 года.